# Matheus Nicolau
Matheus Nicolau Pereira (Belo Horizonte, Minas Gerais; 6 de enero de 1993) es un artista marcial mixto brasileño que actualmente compite en la división de peso mosca de Ultimate Fighting Championship. También ha competido en Brave Combat Federation y en Future FC. Desde el 18 de junio de 2024, es el número #10 en la clasificación de peso mosca de la UFC.

## Carrera de artes marciales mixtas
Nicolau hizo su debut profesional en las artes marciales mixtas en agosto de 2010 a la edad de 17. Compiló un récord de 10-1-1, compitiendo principalmente para varias promociones regionales en Brasil antes de probar para The Ultimate Fighter a principios de 2015.

### The Ultimate Fighter
En marzo de 2015, se anunció que Nicolau fue uno de los luchadores seleccionados para estar en The Ultimate Fighter: Brazil 4.
En su primer combate en el programa, Nicolau se enfrentó a Mateus Vasco. Ganó el combate por sumisión en el primer asalto.
En los cuartos de final, Nicolau se enfrentó a Reginaldo Vieira. Ganó el combate por decisión unánime.
En las semifinales, Nicolau se enfrentó a Dileno Lopes. Perdió el combate por decisión unánime.

### Ultimate Fighting Championship
Nicolau hizo su debut oficial para la promoción el 7 de noviembre de 2015 en UFC Fight Night: Belfort vs. Henderson 3 donde se enfrentó a su compañero de reparto Bruno Rodrigues. Ganó el combate por sumisión en el tercer asalto.
Nicolau se enfrentó a John Moraga el 8 de julio de 2016 en The Ultimate Fighter 23 Finale. Ganó el combate por decisión dividida.
Se esperaba que Nicolau se enfrentara a Ulka Sasaki el 19 de noviembre de 2016 en UFC Fight Night: Bader vs. Nogueira 2. Sin embargo, Nicolau fue retirado del combate el 3 de noviembre después de que la USADA revelara una posible infracción antidopaje de una muestra tomada el 13 de octubre.
Nicolau se enfrentó a Louis Smolka el 30 de diciembre de 2017 en UFC 219. Ganó el combate por decisión unánime.
Nicolau se enfrentó a Dustin Ortiz el 28 de julio de 2018 en UFC on Fox: Alvarez vs. Poirier 2. Perdió el combate por nocaut en el primer asalto.
En febrero de 2019, surgió la noticia de que Nicolau había sido liberado de la UFC.

### Future FC
Después de ser liberado de la UFC, Nicolau firmó con la promoción brasileña de artes marciales mixtas Future FC, donde luchó en la división de peso gallo. En su debut en la promoción se enfrentó a Alan Gabriel en Future FC 5 el 24 de mayo de 2019. Ganó el combate por sumisión en el primer asalto.
En agosto de 2019, también se anunció que Nicolau había firmado con Brave CF, haciendo su debut promocional contra Felipe Efrain en Brave CF 25 el 31 de agosto de 2019. Ganó el combate por decisión unánime.
En febrero de 2020, surgió la noticia de que Nicolau participaría en el torneo de peso mosca de Brave CF. En la ronda inicial, se esperaba que Nicolau se enfrentara a Jose Torres en Brave CF 35 el 28 de marzo de 2020. Sin embargo, el evento se pospuso hasta una fecha por determinar debido a la pandemia de COVID-19.

### Regreso a UFC
Nicolau estaba programado para enfrentarse a Tagir Ulanbekov el 24 de enero de 2021 en UFC 257. Sin embargo, Ulanbekov se retiró por razones no reveladas. El emparejamiento fue finalmente reprogramado para UFC Fight Night: Edwards vs. Muhammad. Sin embargo, Ulanbekov se retiró del combate por segunda vez por razones no reveladas y fue sustituido por Manel Kape. Ganó el combate por una controvertida decisión dividida. 21 de los 21 miembros de los medios de comunicación puntuaron el combate a favor de su oponente Kape.
Nicolau se eenfrentó a Tim Elliott el 9 de octubre de 2021 UFC Fight Night: Dern vs. Rodriguez. Ganó el combate por decisión unánime.
Nicolau se enfrenta a David Dvořák el 26 de marzo de 2022 en el evento UFC on ESPN+ 63. Ganó el combate por decisión unánime.
Nicolau enfrentó a Matt Schnell el 3 de diciembre de 2022 en UFC on ESPN 42. Ganó la pelea por nocaut en el segundo asalto.
Nicolau se enfrentó a Brandon Royval el 15 de abril de 2023 en UFC on ESPN 44. Perdió la pelea por nocaut en el primer asalto.
Nicolau estaba programado para una revancha contra Manel Kape el 13 de enero de 2024 en UFC Fight Night 234. En los pesajes, Kape pesó 129,5 libras, tres libras y media por encima del límite de pelea sin título de peso mosca, y la pelea fue cancelada. El par fue reprogramada para el 27 de abril de 2024 en UFC on ESPN 55. Sin embargo, Kape se retiró por razones desconocidas y fue reemplazado por Alex Perez. Nicolau perdió la pelea ante Pérez por nocaut en el segundo asalto.
Nicolau se enfrentó a Asu Almabayev el 19 de octubre de 2024 en UFC Fight Night 245. Perdió la pelea por decisión unánime.

## Récord en artes marciales mixtas
| Resultado | Récord | Oponente                  | Método                                    | Evento                                                    | Fecha                    | Ronda | Tiempo | Localización          | Notas                                                 |
| --------- | ------ | ------------------------- | ----------------------------------------- | --------------------------------------------------------- | ------------------------ | ----- | ------ | --------------------- | ----------------------------------------------------- |
| Derrota   | 19–5–1 | Asu Almabayev             | Decisión (unánime)                        | UFC Fight Night: Hernandez vs. Pereira                    | 19 de octubre de 2024    | 3     | 5:00   | Las Vegas, Nevada     |                                                       |
| Derrota   | 19–4–1 | Alex Perez                | KO (puñetazo)                             | UFC on ESPN: Nicolau vs. Perez                            | 27 de abril de 2024      | 2     | 2:15   | Las Vegas, Nevada     |                                                       |
| Derrota   | 19–3–1 | Brandon Royval            | KO (rodilla y codazos)                    | UFC on ESPN: Holloway vs. Allen                           | 15 de abril de 2023      | 1     | 2:09   | Kansas City, Missouri |                                                       |
| Victoria  | 19–2–1 | Matt Schnell              | TKO (golpes)                              | UFC on ESPN: Thompson vs. Holland                         | 3 de diciembre de 2022   | 2     | 1:44   | Orlando, Florida      |                                                       |
| Victoria  | 18–2–1 | David Dvořák              | Decisión (unánime)                        | UFC on ESPN+ 63                                           | 26 de marzo de 2022      | 3     | 5:00   | Columbus, Ohio        |                                                       |
| Victoria  | 17–2–1 | Tim Elliott               | Decisión (unánime)                        | UFC Fight Night: Dern vs. Rodriguez                       | 9 de octubre de 2021     | 3     | 5:00   | Las Vegas, Nevada     |                                                       |
| Victoria  | 16–2–1 | Manel Kape                | Decisión (dividida)                       | UFC Fight Night: Edwards vs. Muhammad                     | 13 de marzo de 2021      | 3     | 5:00   | Las Vegas, Nevada     | Regreso al peso mosca.                                |
| Victoria  | 15–2–1 | Felipe Efrain             | Decisión (unánime)                        | Brave CF 25                                               | 30 de agosto de 2019     | 3     | 5:00   | Belo Horizonte        |                                                       |
| Victoria  | 14–2–1 | Alan Gabriel              | Sumisión (corbata japonesa)               | Future FC 5: Alves vs. Ramos                              | 24 de mayo de 2019       | 1     | 1:18   | São Paulo             | Regreso al peso gallo.                                |
| Derrota   | 13–2–1 | Dustin Ortiz              | KO (patada en la cabeza y puñetazos)      | UFC on Fox: Alvarez vs. Poirier 2                         | 28 de julio de 2018      | 1     | 3:49   | Calgary, Alberta      |                                                       |
| Victoria  | 13–1–1 | Louis Smolka              | Decisión (unánime)                        | UFC 219                                                   | 30 de diciembre de 2017  | 3     | 5:00   | Las Vegas, Nevada     |                                                       |
| Victoria  | 12–1–1 | John Moraga               | Decisión (dividida)                       | The Ultimate Fighter: Team Joanna vs. Team Cláudia Finale | 8 de julio de 2016       | 3     | 5:00   | Las Vegas, Nevada     |                                                       |
| Victoria  | 11–1–1 | Bruno Mesquita            | Sumisión (corbata japonesa)               | UFC Fight Night: Belfort vs. Henderson 3                  | 7 de noviembre de 2015   | 3     | 3:27   | São Paulo             | Combate de peso gallo.                                |
| Victoria  | 10–1–1 | Derinaldo Guerra da Silva | KO (puñetazo)                             | Shooto Brazil 49                                          | 24 de agosto de 2014     | 2     | 4:35   | Río de Janeiro        |                                                       |
| Victoria  | 9–1–1  | Pedro Arruda              | KO (puñetazo)                             | Brazil Fight 8                                            | 6 de junio de 2014       | 1     | 2:49   | Belo Horizonte        |                                                       |
| Victoria  | 8–1–1  | Vanderlei Carvalho Leite  | Decisión (unánime)                        | Shooto Brazil 45                                          | 20 de diciembre de 2013  | 3     | 5:00   | Río de Janeiro        |                                                       |
| Derrota   | 7–1–1  | Pedro Nobre               | TKO (puñetazos)                           | Bitetti Combat 13                                         | 9 de diciembre de 2012   | 1     | 3:11   | Río de Janeiro        | Final del torneo de peso mosca de Bitetti Combat.     |
| Victoria  | 7–0–1  | Denison Silva             | Decisión (unánime)                        | Bitetti Combat 13                                         | 9 de diciembre de 2012   | 2     | 5:00   | Río de Janeiro        | Semifinal del torneo de peso mosca de Bitetti Combat. |
| Victoria  | 6–0–1  | Larry Passos Vargas       | KO (puñetazos)                            | Brasil Fight 6                                            | 21 de septiembre de 2012 | 3     | 4:09   | Belo Horizonte        |                                                       |
| Victoria  | 5–0–1  | Gilberto Dias             | Decisión (unánime)                        | Shooto Brazil 31                                          | 29 de junio de 2012      | 3     | 5:00   | Brasilia              |                                                       |
| Victoria  | 4–0–1  | Michael Daboville         | Sumisión (estrangulamiento por triángulo) | Lions FC 2                                                | 12 de marzo de 2012      | 1     | N/A    | Neuchâtel             |                                                       |
| Victoria  | 3–0–1  | Damien Pighiera           | Sumisión (estrangulamiento del brazo)     | Lions FC                                                  | 15 de octubre de 2011    | 2     | 4:26   | Neuchâtel             |                                                       |
| Empate    | 2–0–1  | Larry Passos Vargas       | Empate                                    | Brazil Fight 5                                            | 3 de septiembre de 2011  | 3     | 5:00   | Belo Horizonte        |                                                       |
| Victoria  | 2–0    | Fernando Silva            | TKO (parada médica)                       | Brazil Fight 4                                            | 9 de abril de 2011       | 2     | N/A    | Nova Lima             |                                                       |
| Victoria  | 1–0    | Pedro Alves Chalita       | Sumisión (estrangulamiento por detrás)    | Pedro Leopoldo Extreme Fight                              | 7 de agosto de 2010      | 1     | 1:35   | Pedro Leopoldo        |                                                       |